# 宮野正喜
宮野 正喜（みやの まさき、1950年 - ）は、日本の写真家。
京都府京都市生まれ。日本写真家協会会員。国際スポーツプレス協会会員。日本スポーツプレス協会会員。
立命館大学理工学部化学科卒業。2014年7月から日本ホッケー協会理事で広報・マーケティング委員長。社団法人日本ホッケー協会機関誌「ホッケーマガジン」編集長。
写真家として、桂俊夫に師事。1978年から、広告写真の分野で写真活動を開始し、美術工芸品や伝統芸術に関する撮影などにも進出する。スポーツ分野の写真を得意にし、海外取材など精力的にこなす。

## 主な著作（写真撮影）
- 「京都の和菓子 老舗の味へおこしやす」
- 「能面・鑑賞と打ち方」
- 「縁起菓子・祝い菓子」
- 「仏像彫刻 -鑑賞と彫り方-」